# مارکو کنراد
مارکو کنراد (انگلیسی: Marco Konrad؛ زادهٔ ۱۸ اکتبر ۱۹۷۴) بازیکن فوتبال اهل آلمان است.
از باشگاه‌هایی که در آن بازی کرده‌است می‌توان به باشگاه فوتبال اولم ۱۸۴۶ اشاره کرد.